# Grote marene
De grote marene (Coregonus lavaretus) is een soort houting uit de orde van zalmachtigen (Salmoniformes).

## Beschrijving
In de 19e en 20e eeuw werd de wetenschappelijke naam Coregonus lavaretus toegekend aan vrijwel alle Europese en enkele Noord-Amerikaanse soorten houtingen (of marenen). Deze soort is typisch voor de hele groep houtingen. In het Nederlands heette de soort toen grote marene. In 1984 werd bijvoorbeeld de Noordzeehouting nog beschreven als een ondersoort van deze grote marene: Coregonus lavaretus oxyrinchus. Ook de zogenaamde Bodenmeerhouting wordt wel aangeduid als C. lavaretus.

## Huidige status
Volgens de nomenclatuurregels van de ICZN is dit niet terecht, omdat deze naam al in 1555 door Guillaume Rondelet voor de houting (marene) uit het Meer van Bourget werd gebruikt. In 1997 werd het taxon door Maurice Kottelat opnieuw beschreven.
Tot het begin van de 20e eeuw kwam deze houting nog voor in het Meer van Genève. Daar is hij verdwenen als gevolg van eutrofiëring en overbevissing. Over de kwetsbaarheid van de populaties in het Meer van Bourget en het Meer van Aiguebelette zijn geen gegevens bekend. Mogelijk vormen introducties van andere soorten houtingen een gevaar. De IUCN beschouwt Coregonus lavaretus daarom als een kwetsbare soort.